# Hinterländer Anzeiger
Der Hinterländer Anzeiger (kurz umgangssprachlich Hinterländer, abgekürzt auch HA) ist eine Tageszeitung im Altkreis Biedenkopf, dem sogenannten Hessischen Hinterland. Sie gehört heute zur Zeitungsgruppe Lahn-Dill des Medienunternehmens VRM. Die verkaufte Auflage beträgt 6525 Exemplare, ein Minus von 49,7 Prozent seit 1998.

## Geschichte
Vorläufer für den Hinterländer Anzeiger war das Anzeigenblatt für den Kreis Biedenkopf und den Bezirk Vöhl, das der Biedenkopfer Buchdrucker und Verleger Justus Tobias Heinzerling zum ersten Mal im Herbst 1837 in wöchentlicher Erscheinungsweise herausbrachte. Ab 1845 erschien das Blatt wöchentlich zweimal.
1848 machte Heinzerling aus dem Anzeigenblatt den Hinterländer Boten mit demokratischer Ausrichtung. Die Zeitung galt zusammen mit dem Wetterauer Volksblatt und dem Wächter an der Schwalm aus Alsfeld als ein „Trommler der neuen Zeit“. 1849 musste Heinzerling auf Druck des Innenministeriums in Darmstadt die Zeitung aufgeben und wieder ein Anzeigenblatt ohne politische Berichterstattung und Meinungsäußerungen veröffentlichen.
Mit der Ausgabe vom 1. Januar 1877 erhielt Heinzerlings Zeitung den Namen Hinterländer Anzeiger. Nach seinem Tod am 8. Oktober 1877 übernahm seine Witwe Margarethe Heinzerling das Geschäft unter der Firma Heinzerlingsche Buchdruckerei, die von ihren Söhnen Friedrich und Karl geleitet wurde. Sie bauten Druckerei und Zeitung weiter aus und gingen 1887 zu einem wöchentlich dreimaligen Erscheinen über.
Erst am 1. April 1932 stellte der Hinterländer Anzeiger auf eine tägliche Erscheinungsweise von Montag bis Samstag um. Bis zum Einmarsch der amerikanischen Truppen im März 1945 erschien die Zeitung täglich. Zunächst verbot die alliierte Militärbehörde die Herausgabe, um bald für kurze Zeit eine Genehmigung zum Druck von amtlichen Bekanntmachungen unter dem Zeitungskopf des Hinterländer Anzeigers zu geben.
Schon am 1. Dezember 1945 mussten gemäß einer Anordnung der Militärregierung alle deutschen Zeitungen ihre Titel ablegen und auf eine neue Lizenz warten. Bis 1948 gab die Heinzerlingsche Buchdruckerei die Amtlichen Nachrichten heraus, gefolgt vom Hinterländer Anzeigenblatt.
Ende Juli 1949 hob die Militärregierung den Lizenzzwang auf und der Hinterländer Anzeiger erschien wieder, zunächst in der Biedenkopfer Druckerei gedruckt, dann von einem Gießener Verlag geliefert. Am 1. Dezember 1950 kam schließlich ein langjähriger Pachtvertrag mit der Wetzlarer Verlagsdruckerei zustande, die von 1948 an bereits ein eigenes Blatt für Biedenkopf herausgegeben hatte.
Mit der Fusion der früheren Zeitungsgruppe Lahn-Dill mit der Gießener Anzeiger Verlags GmbH & Co KG im Jahr 2018 kam der Hinterländer Anzeiger als Teil der VRM Wetzlar GmbH an das Medienunternehmen VRM.
Am 25. Dezember 1906 erschien die erste Ausgabe der „Mitteilungen aus Geschichte und Heimatkunde des Kreises Biedenkopf“. Seit 1907 ist die Zeitschrift auch das Vereinsblatt des Hinterländer Geschichtsvereins e. V. und erschien bis 2025, zuletzt vier Mal im Jahr, in 103 Jahrgängen als Beilage zum Hinterländer Anzeiger. Seit 1922 trug sie den Namen „Hinterländer Geschichtsblätter“.

## Gegenwart und Organisation
Heute ist der Hinterländer Anzeiger mit einer Redaktion am Marktplatz in Gladenbach vertreten. Die Redaktion am Biedenkopfer Marktplatz wurde zum Jahresende 2023 geschlossen. Der Mantel wird von der Zentralredaktion in Wetzlar produziert, bei der auch der Posten des Chefredakteurs liegt. Der für den Bereich des Hinterländer Anzeigers verantwortlichen Lokalredaktion steht ein Redaktionsleiter vor, seit Ende 2024 ist das Christian Röder. Ihm unterliegen Redakteure mit lokalen Zuständigkeiten, außerdem sind freie Mitarbeiter für das Blatt tätig.
Die Titelrechte des Hinterländer Anzeigers liegen weiterhin bei der Familie Heinzerling.

## Auflage
Der Hinterländer Anzeiger hat wie die meisten deutschen Tageszeitungen in den vergangenen Jahren an Auflage eingebüßt. Die verkaufte Auflage ist in den vergangenen 10 Jahren um durchschnittlich 4,1 % pro Jahr gesunken. Im vergangenen Jahr hat sie um 7,7 % abgenommen. Sie beträgt gegenwärtig 6525 Exemplare. Der Anteil der Abonnements an der verkauften Auflage liegt bei 92,6 Prozent.
| 1998  | 1999  | 2000  | 2001  | 2002  | 2003  | 2004  | 2005  | 2006  | 2007  | 2008  | 2009  | 2010  | 2011  | 2012  | 2013  | 2014  | 2015 | 2016 | 2017 | 2018 | 2019 | 2020 | 2021 | 2022 | 2023 | 2024 |
| ----- | ----- | ----- | ----- | ----- | ----- | ----- | ----- | ----- | ----- | ----- | ----- | ----- | ----- | ----- | ----- | ----- | ---- | ---- | ---- | ---- | ---- | ---- | ---- | ---- | ---- | ---- |
| 12962 | 13094 | 13705 | 14339 | 14312 | 14441 | 14619 | 14402 | 14164 | 13971 | 13752 | 13427 | 10859 | 10740 | 10610 | 10371 | 10195 | 9952 | 9764 | 9563 | 9267 | 8716 | 8484 | 8247 | 7737 | 7249 | 6691 |

## Persönlichkeiten
- Der heutige Investigativjournalist Jörg Schmitt machte seine ersten Berufserfahrungen und ein Volontariat beim Hinterländer Anzeiger, bei dem sein Vater Karl Schmitt über 30 Jahre lang Redaktionsleiter war.[7]
- Die Autorin und Schauspielerin Brigitte Koischwitz verfasst seit 1991 eine wöchentliche Kolumne für den Hinterländer Anzeiger.[8]